# Edwin Robert Anderson Seligman

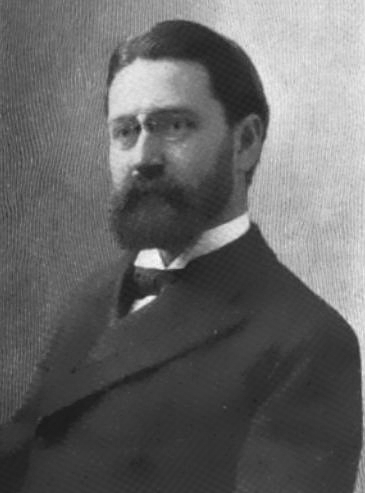
Edwin Robert Anderson Seligman, 1910.

Edwin Robert Anderson Seligman, född den 25 april 1861 i New York, död den 18 juli 1939 i Lake Placid, var en amerikansk nationalekonom.
Seligman blev 1884 juris doktor och lärare samt 1891 ordinarie professor i nationalekonomi och finansvetenskap vid Columbia University. Han var en bland stiftarna av och 1902–1904 ordförande för American Economic Association samt uppsatte tidskriften Political Science Quarterly och var en av dennas redaktörer, varjämte han redigerade de av universitetets statsvetenskapliga fakultet utgivna studierna, mestadels gradualavhandlingar. Bland hans arbeten kan nämnas The continuity of economic thought (1886), Two chapters of the mediæval guilds of England (1887), The shifting and incidence of taxation (1892; 3:e upplagan 1910; översatt till flera språk), Progressive taxation in theory and practice (1894; 2:a upplagan 1908), Essays in taxation (1895; 8:e upplagan 1913; översatt till flera språk), The economic interpretation of history (1902; 2:a upplagan 1907; översatt till ryska, japanska och andra språk), Principles of economics (1905; 6:e upplagan 1913), The crisis of 1907 in the light of history (1908), The income tax (1911) och den i The Economic Journal 1903 införda uppsatsen Some neglected british economists. Som teoretisk nationalekonom tillhör Seligman den psykologiska eller gränsnytteskolan, och han har i sin framställning bemödat sig att ge värdeläran en central, allt behärskande ställning. I sin mycket uppmärksammade skrift om den ekonomiska historietolkningen modifierar han den marxistiska historiematerialismen. Ifrågavarande tolkning innebär, enligt Seligman, att ekonomiska förhållanden ingalunda uteslutande, men väl i övervägande grad bestämmer samhällslivets utveckling. Seligman torde kunna karakteriseras som en av sin tids främsta skatteteoretiker. Utgående från grundsatsen, att det är lika mycket vår skyldighet att underhålla staten som att underhålla oss själva, hävdar han, att varje individ skall beskattas i överensstämmelse med sin förmåga att betala skatt. Denna bärkraftsprincip gör Seligman till en ivrig anhängare av inkomstskatten. I teorin gynnsamt stämd för den progressiva beskattningen, hade han dock starka praktiska betänkligheter mot densamma. Trots att han var utpräglad motståndare till den av Henry George framställda single-tax-läran, förordade han tilläggsbeskattning av jorden, och detta särskilt av sociala välfärdshänsyn.